# Aphanipathes salix
Aphanipathes salix is een Antipathariasoort uit de familie van de Aphanipathidae. De wetenschappelijke naam van de soort is voor het eerst geldig gepubliceerd in 1880 door Pourtalès.